# Epicauta obscuricornis
Epicauta obscuricornis là một loài bọ cánh cứng trong họ Meloidae. Loài này được Chevrolet miêu tả khoa học năm 1877.